# Indosiar
Indosiar est un réseau de chaînes télévisées indonésiennes basé à Jakarta. 

## Historique
Fondé en 1991 par le Groupe Salim, Indosiar est détenu par le conglomérat Emtek depuis 2013.